# Seri Ozaki
Seri Ozaki (Sapporo, 22 de setembro de 2002) é uma esgrimista japonesa.

## Carreira
Ela começou a esgrima depois de entrar na Sapporo Otani Junior High School, e durante seus dias de ensino médio venceu a divisão de sabre feminino do ensino médio no 18º Torneio Individual de Esgrima Masculino do Leste do Japão em 2017 e venceu o 3º National Junior Campeonato de Esgrima do Ensino Médio no mesmo ano. Ela venceu a divisão de sabre feminino no torneio.
Nos Jogos Olímpicos de Verão de 2024, em Paris, conquistou a medalha de bronze na disputa de sabre por equipes ao lado de Risa Takashima, Misaki Emura e Shihomi Fukushima.